# Circuito masculino da ITF
O ITF Circuito Masculino (ITF Men's World Tennis Tour) é uma série de torneios profissionais de tênis que acontecem ao redor do mundo, que são organizados pela Federação Internacional de Tênis.  O Circuito Masculino representa as classes mais baixas de competições profissionais.  Os torneios da ITF são incorporados pela ATP e o Ranking da ATP, fazendo com que jovens profissionais ingressem para o ATP Challenger Tour e por último ao nível ATP World Tour. Não obstante todo profissional deve passar pelo Circuito ITF.

## Formato
Originalmente, o ITF Circuito Masculino consistia de torneios satélites. Entretanto na década de 90 foi criado os torneios Future, dando crescimento e flexibilidade para a organização dos torneios para as associações nacionais, e participação dos torneios para os tenistas. Nesse tempo, os futures e satélites se revezavam até 2007, quando os torneios satélites passaram a não existir.
Os Torneios Futures são jogados por tenistas para ganhar títulos e crescer no ranking em quaisquer locais do mundo, geralmente em clubes que contém pelo menos algumas quadras. Futures são jogadores em simples e duplas e disputados em uma semana. Desde 2008, os prêmios para cada torneio variam de  US$10,000 ou US$15,000.(com hospedagem para os participantes). Futures costumam ter uma qualificatório com muitos tenistas, porque não precisar ter um ranqueamento, apenas uma inscrição na associação de seu país, Após uma vitória na primeira rodada da chave principal, o tenista ganha pontos e pode entrar no Ranking da ATP.

## Distribuição de pontos
A distribuição de pontos para a temporada de 2024 foi definida:
| Categoria        | T  | F  | SF | QF | R16 | R32 | R64 | R128 | Q | Q3 | Q2 | Q1 |
| ---------------- | -- | -- | -- | -- | --- | --- | --- | ---- | - | -- | -- | -- |
| ITF M25/25+H (S) | 25 | 16 | 8  | 3  | 1   | –   | –   | –    | – | –  | –  | –  |
| ITF M25/25+H (D) | 25 | 16 | 8  | 3  | –   | –   | –   | –    | – | –  | –  | –  |
| ITF M15/15+H (S) | 15 | 8  | 4  | 2  | 1   | –   | –   | –    | – | –  | –  | –  |
| ITF M15/15+H (D) | 15 | 8  | 4  | 2  | –   | –   | –   | –    | – | –  | –  | –  |